# Caquetaia umbrifera
Caquetaia umbrifera es una especie de peces de la familia Cichlidae en el orden de los Perciformes.

## Morfología
Los machos pueden llegar alcanzar los 47,5 cm de longitud total.

## Reproducción
Los huevos y larvas son protegidos por la hembra, mientras que el macho defiende el territorio.

## Alimentación
Come principalmente peces  (del género  Astyanax , normalmente) y, en segundo término, gambas y cangrejos.

## Hábitat
Es una especie de clima tropical entre 19 °C-28 °C de temperatura.

## Distribución geográfica
Se encuentran en América: Colombia ( cuencas de los ríos  Atrato y  Magdalena) y Panamá ( cuencas de los ríos Tuira y Chucunaque ).